# Ministerium für Energiewende, Klimaschutz, Umwelt und Natur des Landes Schleswig-Holstein
Das Ministerium für Energiewende, Klimaschutz, Umwelt und Natur des Landes Schleswig-Holstein (MEKUN SH) ist eines von acht Ministerien der schleswig-holsteinischen Landesregierung.
Derzeitiger Amtsleiter im Kabinett Günther II ist Minister Tobias Goldschmidt (Bündnis 90/Die Grünen), der das Amt am 29. Juni 2022 übernommen hat. Ihm stehen Katja Günther und Joschka Knuth als Staatssekretäre zur Seite.

## Geschichte
Das Umweltministerium von Schleswig-Holstein wurde 1988 als Ministerium für Natur, Umwelt und Landesentwicklung gebildet. Bis heute waren der Behörde zeitweise zusätzliche Zuständigkeiten zugeteilt, beispielsweise die Ressorts „Landwirtschaft“ oder „Digitalisierung“. Seit 2022 besteht es in seiner heutigen Form.
Folgende Minister waren seit Gründung des Ministeriums für die Umweltpolitik in Schleswig-Holstein zuständig:
| Name                                                                         | Amtsantritt                                      | Kabinett                                         | Partei                                           |
| Minister für Natur, Umwelt und Landesentwicklung                             | Minister für Natur, Umwelt und Landesentwicklung | Minister für Natur, Umwelt und Landesentwicklung | Minister für Natur, Umwelt und Landesentwicklung |
| ---------------------------------------------------------------------------- | ------------------------------------------------ | ------------------------------------------------ | ------------------------------------------------ |
| Berndt Heydemann                                                             | 31. Mai 1988 5. Mai 1992                         | Engholm I Engholm II                             | parteilos                                        |
| Minister für Natur und Umwelt                                                |                                                  |                                                  |                                                  |
| Berndt Heydemann                                                             | 19. Mai 1993                                     | Simonis I                                        | parteilos                                        |
| Hans Wiesen (kommissarisch)                                                  | 1. Januar 1994                                   | Simonis I                                        | SPD                                              |
| Edda Müller                                                                  | 5. März 1998                                     | Simonis I                                        | SPD                                              |
| Minister für Natur, Umwelt und Forsten                                       |                                                  |                                                  |                                                  |
| Rainder Steenblock                                                           | 22. Mai 1996                                     | Simonis II                                       | Grüne                                            |
| Minister für Umwelt, Natur und Forsten                                       |                                                  |                                                  |                                                  |
| Klaus Müller                                                                 | 28. März 2000                                    | Simonis III                                      | Grüne                                            |
| Minister für Umwelt, Naturschutz und Landwirtschaft                          |                                                  |                                                  |                                                  |
| Klaus Müller                                                                 | 1. März 2003                                     | Simonis III                                      | Grüne                                            |
| Minister für Landwirtschaft, Umwelt und ländliche Räume                      |                                                  |                                                  |                                                  |
| Christian von Boetticher                                                     | 27. April 2005                                   | Carstensen I                                     | CDU                                              |
| Juliane Rumpf                                                                | 27. Oktober 2009                                 | Carstensen II                                    | CDU                                              |
| Minister für Energiewende, Landwirtschaft, Umwelt und ländliche Räume        |                                                  |                                                  |                                                  |
| Robert Habeck                                                                | 12. Juni 2012                                    | Albig                                            | Grüne                                            |
| Minister für Energiewende, Landwirtschaft, Umwelt, Natur und Digitalisierung |                                                  |                                                  |                                                  |
| Robert Habeck                                                                | 28. Juni 2017                                    | Günther I                                        | Grüne                                            |
| Jan Philipp Albrecht                                                         | 1. September 2018                                | Günther I                                        | Grüne                                            |
| Monika Heinold (kommissarisch)                                               | 2. Juni 2022                                     | Günther I                                        | Grüne                                            |
| Minister für Energiewende, Klimaschutz, Umwelt und Natur                     |                                                  |                                                  |                                                  |
| Tobias Goldschmidt                                                           | 29. Juni 2022                                    | Günther II                                       | Grüne                                            |

## Aufgaben
Das Ministerium ist unter anderem für folgende Themengebiete zuständig:
- Energiewende
- Atomausstieg
- Artenschutz
- Landwirtschaft
- Küstenschutz
- Tierschutz
- Naturschutz

## Organisation
Das Ministerium besteht aus insgesamt sieben Abteilungen und den Stabsbereichen, die den Minister unterstützen.
- Abteilung 1 (Allgemeine Abteilung) ist für Organisation, Haushalt, Personal, Informationstechnik und Justitiariat zuständig.
- Abteilung 2 (Landwirtschaft, Veterinärwesen und Fischerei) verantwortet neben den genannten Bereichen unter anderem auch den Tierschutz und den Tierseuchenfonds.
- Abteilung 3 (Digitalisierung und Zentrales IT-Management der Landesregierung) kümmert sich um Digitalisierung und E-Government.
- Abteilung 4 (Wasserwirtschaft, Meeres- und Küstenschutz; Bundesbeauftragter für den Wasserbau) ist neben den genannten Bereichen unter anderem auch für den Nationalpark Schleswig-Holsteinisches Wattenmeer zuständig.
- Abteilung 5 (Naturschutz und Forstwirtschaft) kümmert sich um Artenschutz und Landschaftsplanung.
- Abteilung 6 (Energie und Klimaschutz, Technischer Umweltschutz) ist für Klimaschutz, Energiepolitik, aber auch für Stoff- und Abfallwirtschaft zuständig.
- Abteilung 7 (Reaktorsicherheit und Strahlenschutz) kümmert sich um Grundsatzfragen der Kerntechnik und deren Stilllegungs- und Abbaugenehmigungen.

## Nachgeordnete Ämter und Behörden
Dem Ministerium sind zahlreiche Ämter, Institutionen und Behörden nachgeordnet.
- Amt für Planfeststellung Energie (Kiel)
- Landesbetrieb für Küstenschutz, Nationalpark und Meeresschutz (Husum)
- Landesamt für Umwelt (Flintbek)
- Schleswig-Holsteinische Landesforsten (Neumünster)
- Bildungszentrum für Natur, Umwelt und ländliche Räume (Flintbek)

## Belege
1. ↑  Staatssekretäre. Abgerufen am 30. Juni 2022.
2. ↑  Ministerium für Energiewende, Landwirtschaft, Umwelt, Natur und Digitalisierung des Landes Schleswig-Holstein: Organisationsplan. 1. April 2020, abgerufen am 15. April 2020.
3. ↑  Ministerium für Energiewende, Landwirtschaft, Umwelt, Natur und Digitalisierung des Landes Schleswig-Holstein: Nachgeordnete Behörden. 1. August 2018, abgerufen am 15. April 2020.

Koordinaten: 54° 21′ 19,5″ N, 10° 7′ 55,6″ O